# Lazare Gianessi
Lazare Gianessi , (Aniche, 25 de novembro de 1925 - Concarneau, 11 de agosto de 2009) foi um futebolista francês. Ele competiu na Copa do Mundo FIFA de 1954, sediada na Suíça, na qual a seleção de seu país terminou na nona colocação dentre os 16 participantes.

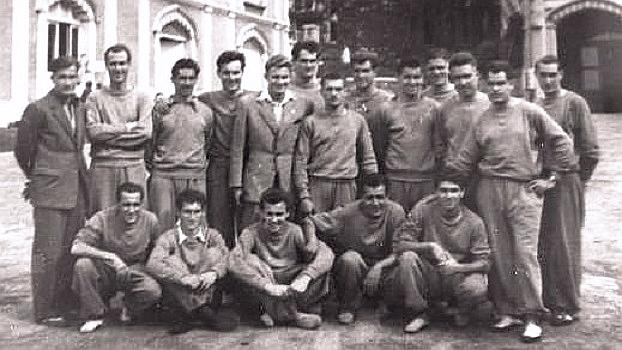
Equipe da França em 1948